# Josefinos de Murialdo
A Congregação de São José – também conhecida por Josefinos de Murialdo – foi fundada por São Leonardo Murialdo em 1873, em Turim, na Itália. Foi assim denominada por ter como patrono principal São José. Sua sede atualmente encontra-se na cidade de Roma - Itália. 
A finalidade da congregação é a educação integral de crianças, adolescentes e jovens empobrecidos. Seu objetivo é educá-los para a cidadania: formar bons cristãos e cidadãos honestos, em colégios, obras sociais e assistenciais e paróquias.
A congregação está presente na Itália, Espanha, Romênia, Albânia, Nigéria, Índia, Guiné-Bissau, Serra Leoa, Estados Unidos, México, Colômbia, Equador, Chile, Argentina e Brasil.

## No Brasil
No Brasil a dimensão civil da congregação se expressa através do Instituto Leonardo Murialdo (ILEM), com sede em Caxias do Sul - RS. Os Josefinos de Murialdo chegaram ao Brasil em 1915, iniciando atividades no sul do Brasil, mais precisamente em Quinta, depois em Jaguarão, mais tarde em Pelotas e, por fim, em Ana Rech, no ano de 1928. De Ana Rech foram nascendo outras obras como Fazenda Souza (1941), Centro Técnico Social (1947), Conceição da Linha Feijó (1947), Obra Social Educacional (1967). Em 1954 deu-se a abertura da Associação Protetora da Infância em Porto Alegre.
Em 1955 iníciou atividades em Araranguá, e em 1959 em Orleans. Em 1966 no estado de São Paulo; 1969 em Brasília - Distrito Federal. Em 1970 iníciou atividades no Rio de Janeiro. Em 1995 em Ibotirama - Bahia. Em 1999 em Belém do Pará. Em 2003 em Fortaleza; em 2011 em São Luís, capital maranhense e em 2018 na cidade de Crato, extremo sul do estado do Ceará. São 4 colégios Murialdo: em Ana Rech, em Caxias do Sul, em Porto Alegre e em Araranguá. São 12 paróquias: Fazenda Souza, Ana Rech, Caxias do Sul, Porto Alegre, Londrina, São Paulo, Rio de Janeiro, Brasília e Planaltina, Ibotirama, Fortaleza e Belém. Praticamente em todas as obras e paróquias existem atividades de assistência social com crianças, adolescentes e jovens pobres.

## Geral Superiore
1. Leonardo Murialdo (19 de março de 1873 - 30 de março de 1900)
2. Giulio Costantino (2 de abril de 1900 a 27 de março de 1912)
3. Eugenio Reffo (1912-1925)
4. Girolamo Apolloni (1925-1931)
5. Luigi Casaril (1931-1958)
6. Antonio Boschetti (1958-1964)
7. Vincenzo Minciacchi (1964-1976)
8. Girolamo Zanconato (1976-1982)
9. Paolo Mietto (1982-1994)
10. Luigi Pierini (1994-2006)
11. Mario Aldegani (2006-2018)
12. Tullio Locatelli (2018-...)